# Atmosphere (Zeitschrift)
Atmosphere ist eine monatlich erscheinende, begutachtete wissenschaftliche Fachzeitschrift, die seit 2010 von MDPI nach dem Open-Access-Modell herausgegeben wird. Publiziert werden vorrangig Artikel, die sich mit der Erdatmosphäre und deren Erforschung sowie der wechselseitigen Beeinflussung zwischen Atmosphäre und menschlichen Aktivitäten beschäftigen. Darüber hinaus publiziert die Zeitschrift auch Artikel aus dem Bereich der Aeronomie und über die Atmosphären anderer Himmelskörper.